# Vodencvjetokrilaši
Vodencvjetokrilaši (lat. Ephemeroptera) su najstariji red vodenih kukaca. Jedini su red u nadredu Ephemeropteroidea.

## Izgled
To su nježni kukci dugačkog slabo hitiniziranog tijela velikih opnenih krila (prednji par krila je najčešće bitno veći) ali slabih letačkih sposobnosti. Pri mirovanju krila drže uspravno poput danjih leptira. Ticala su im kratka, cerci vrlo dugački. Kao odrasli ne uzimaju hranu, a probavilo im je ispunjeno zrakom.

## Razvoj
Ženke nesu jaja na površini vode, jaja tonu na dno, gdje se razvijaju ličinke. Ličinke na zatku imaju 6 ili 7 pari uzdušničkih škrga. Hrane se biljem ili love druge ličinke. Rastu polako i trebaju im 3 godine da se razviju do stadija odraslog kukca. Puno puta se presvlače, neke vrste i više od 20 puta. Nakon posljednjeg presvlačenja ličinke iz vode izleti krilati oblik, subimago, koji se, za razliku od drugih kukaca, još jedanput presvuče, a da se ne pojave neke veće promjene. Kao odrasli žive kratko: od samo pola sata do jedan dan.

## Vrste
Poznato je oko 2500 vrsta, od toga u Europi živi preko 200. U Hrvatskoj su s po nekoliko vrsta zastupljene porodice: obični vodencvjetovi (Ephemeridae), Heptagenidae, mali vodencvjetovi (Baetidae), Ephemerellidae, Caenidae, Isonychidae i dr.

## Klasifikacija: podredovi
1. Carapacea
2. Furcatergalia Kluge, 1993
3. Pisciformia
4. †Permoplectoptera
5. †Protephemeroptera